# Wojciech Łobodziński
Wojciech Łobodziński (20 d'octubre de 1982, Bydgoszcz) és un futbolista polonès que des del 2008 juga pel Wisla Cracòvia.